# SendPulse
SendPulse es una plataforma de marketing digital y automatización de ventas que permite a los usuarios crear campañas automatizadas de correo electrónico y SMS, chatbots sin código, sitios web y mucho más. SendPulse cuenta con unos dos millones de usuarios registrados.
La empresa tiene oficinas y representantes en Estados Unidos, Brasil, México, Ucrania y Nigeria.

## Historia
SendPulse se fundó en 2015 como un servicio de marketing por correo electrónico y SMS.
En agosto de 2016, SendPulse fue seleccionada por la Aceleradora Starta de Nueva York entre las 10 mejores startups tecnológicas y recibió una financiación de 130.000 dólares. La empresa también fue finalista en The Next Web SCALE, un programa de crecimiento inicial para startups.
En febrero de 2017, SendPulse lanzó un programa de apoyo a startups, ofreciendo a cada participante 5.000 dólares como reposición del saldo de su cuenta. Estos fondos cubrían el uso de las funciones de marketing por correo electrónico, notificaciones web push y SMTP de SendPulse.
En el mismo año, SendPulse adquirió Mailto, un servicio turco de marketing por correo electrónico.
En 2018, SendPulse entró en el mercado brasileño.